# Vaubadon
Vaubadon és un municipi francès situat al departament de Calvados i a la regió de Normandia. L'any 2007 tenia 393 habitants.

## Demografia

### Població
El 2007 la població de fet de Vaubadon era de 393 persones. Hi havia 146 famílies de les quals 30 eren unipersonals (13 homes vivint sols i 17 dones vivint soles), 54 parelles sense fills, 58 parelles amb fills i 4 famílies monoparentals amb fills.
La població ha evolucionat segons el següent gràfic:
Habitants censats

### Habitatges
El 2007 hi havia 163 habitatges, 146 eren l'habitatge principal de la família, 9 eren segones residències i 9 estaven desocupats. 159 eren cases i 3 eren apartaments. Dels 146 habitatges principals, 108 estaven ocupats pels seus propietaris, 36 estaven llogats i ocupats pels llogaters i 1 estava cedit a títol gratuït; 1 tenia una cambra, 5 en tenien dues, 18 en tenien tres, 31 en tenien quatre i 91 en tenien cinc o més. 128 habitatges disposaven pel capbaix d'una plaça de pàrquing. A 64 habitatges hi havia un automòbil i a 72 n'hi havia dos o més.

### Piràmide de població
La piràmide de població per edats i sexe el 2009 era:
| Homes | Edats   | Dones |
| ----- | ------- | ----- |
| 0     | 95 o +  | 0     |
| 0     | 90 a 94 | 0     |
| 4     | 85 a 89 | 0     |
| 4     | 80 a 84 | 0     |
| 0     | 75 a 79 | 12    |
| 12    | 70 a 74 | 4     |
| 12    | 65 a 69 | 16    |
| 4     | 60 a 64 | 16    |
| 0     | 55 a 59 | 0     |
| 24    | 50 a 54 | 8     |
| 16    | 45 a 49 | 12    |
| 16    | 40 a 44 | 20    |
| 4     | 35 a 39 | 16    |
| 24    | 30 a 34 | 16    |
| 4     | 25 a 29 | 16    |
| 28    | 20 a 24 | 4     |
| 32    | 15 a 19 | 16    |
| 12    | 10 a 14 | 16    |
| 8     | 5 a 9   | 8     |
| 12    | 0 a 4   | 4     |

## Economia
El 2007 la població en edat de treballar era de 246 persones, 191 eren actives i 55 eren inactives. De les 191 persones actives 173 estaven ocupades (94 homes i 79 dones) i 17 estaven aturades (7 homes i 10 dones). De les 55 persones inactives 22 estaven jubilades, 17 estaven estudiant i 16 estaven classificades com a «altres inactius».

### Ingressos
El 2009 a Vaubadon hi havia 166 unitats fiscals que integraven 440 persones, la mediana anual d'ingressos fiscals per persona era de 15.660,5 €.

### Activitats econòmiques
Dels 15 establiments que hi havia el 2007, 3 eren d'empreses extractives, 3 d'empreses de construcció, 4 d'empreses de comerç i reparació d'automòbils, 1 d'una empresa d'hostatgeria i restauració, 1 d'una empresa immobiliària, 2 d'empreses de serveis i 1 d'una empresa classificada com a «altres activitats de serveis».
Dels 4 establiments de servei als particulars que hi havia el 2009, 1 era una lampisteria, 1 electricista, 1 perruqueria i 1 restaurant.
L'únic establiment comercial que hi havia el 2009 era una floristeria.
L'any 2000 a Vaubadon hi havia 12 explotacions agrícoles que ocupaven un total de 420 hectàrees.

## Equipaments sanitaris i escolars
El 2009 hi havia una escola elemental.

## Poblacions més properes
El següent diagrama mostra les poblacions més properes.